# Station Halanzy
Station Halanzy is een spoorwegstation langs spoorlijn 165 (Libramont - Athus) in Halanzy, een deelgemeente van Aubange in de Belgische provincie Luxemburg. Na een sluiting van haast 23 jaar werd het station samen met de stations Messancy en Aubange op 14 mei 2007 voor het personenvervoer heropend. Station Halanzy is het meest zuidelijk gelegen station van België. Vóór de heropening in 2007 was het station van Virton het meest zuidelijke.

## Treindienst
| Serie              | Treinsoort          | Route | Bijzonderheden                                                           |
| ------------------ | ------------------- | --- | ------------------------------------------------------------------------ |
| L 5950             | L-trein (NMBS)      | Libramont – Bertrix – Virton – Halanzy – Aarlen                                                               |                                                                          |
| P 7180RE 7100      | Piekuurtrein (NMBS) | Virton – Halanzy – Rodange – Luxemburg                                                                        | Rijdt alleen op werkdagen.                                               |
| P 7620/8620RE 8600 | Piekuurtrein (NMBS) | [ Luxemburg – Halanzy – Virton ] / [ [ Aarlen – Halanzy – Virton – ] / [ Dinant – ] Libramont – [ Ciney ] ]   | Een rechtstreekse trein Aarlen - Libramont. Een trein Libramont - Ciney. |
| P 7665/7665        | Piekuurtrein (NMBS) | Libramont – [ Virton – Halanzy – ] / [ Marbehan – ] Aarlen                                                    | Rijdt alleen op werkdagen.                                               |
| P 7680/8680RE 8650 | Piekuurtrein (NMBS) | [ Bertrix – Dinant ] / [ Libramont – [ Virton – Halanzy – ] / [ Marbehan – ] Aarlen ] / [ Athus – Luxemburg ] | Een trein Aarlen - Virton - Libramont. Een trein Athus - Luxemburg.      |

## Galerij

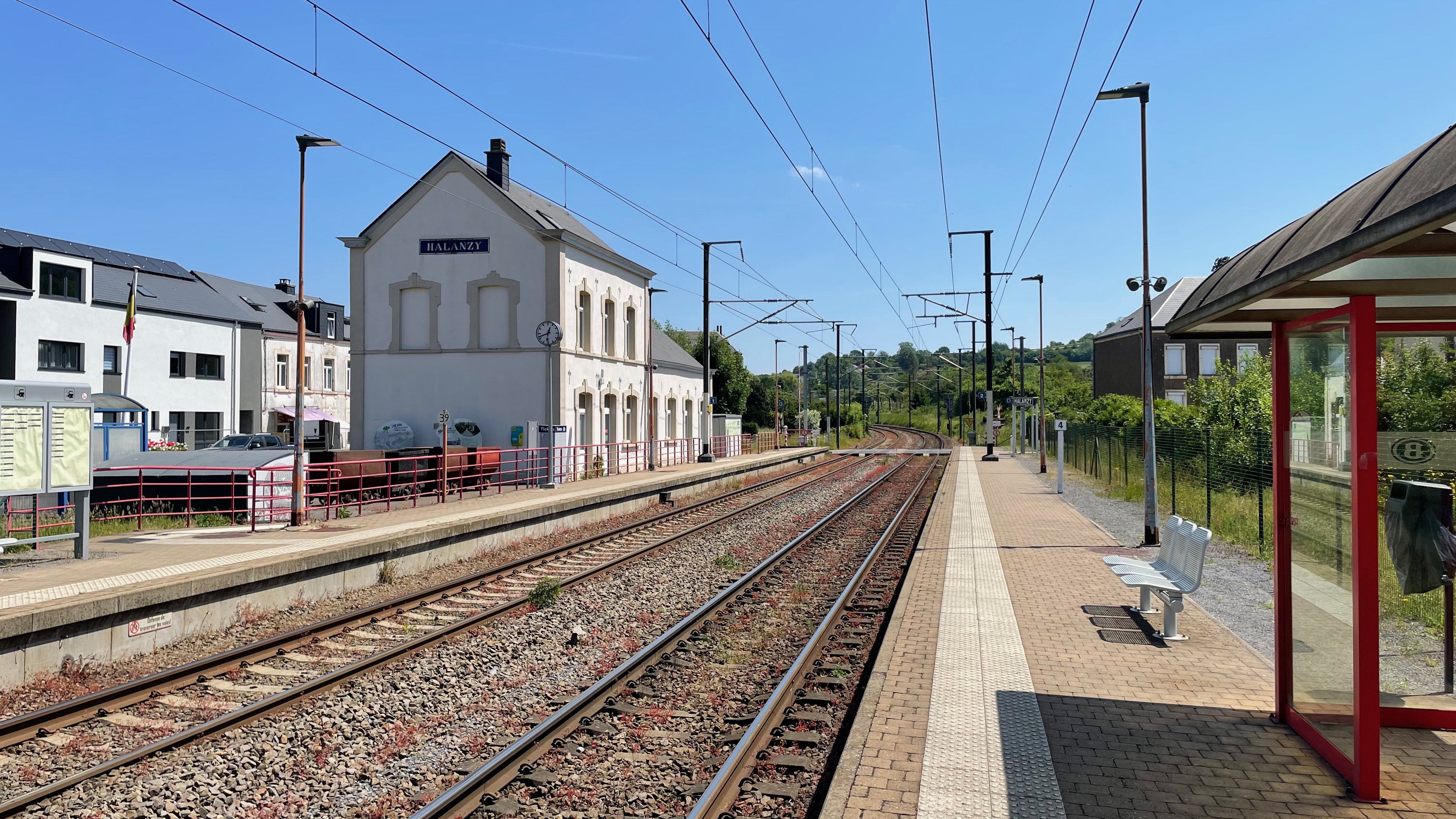
Zicht op het perron
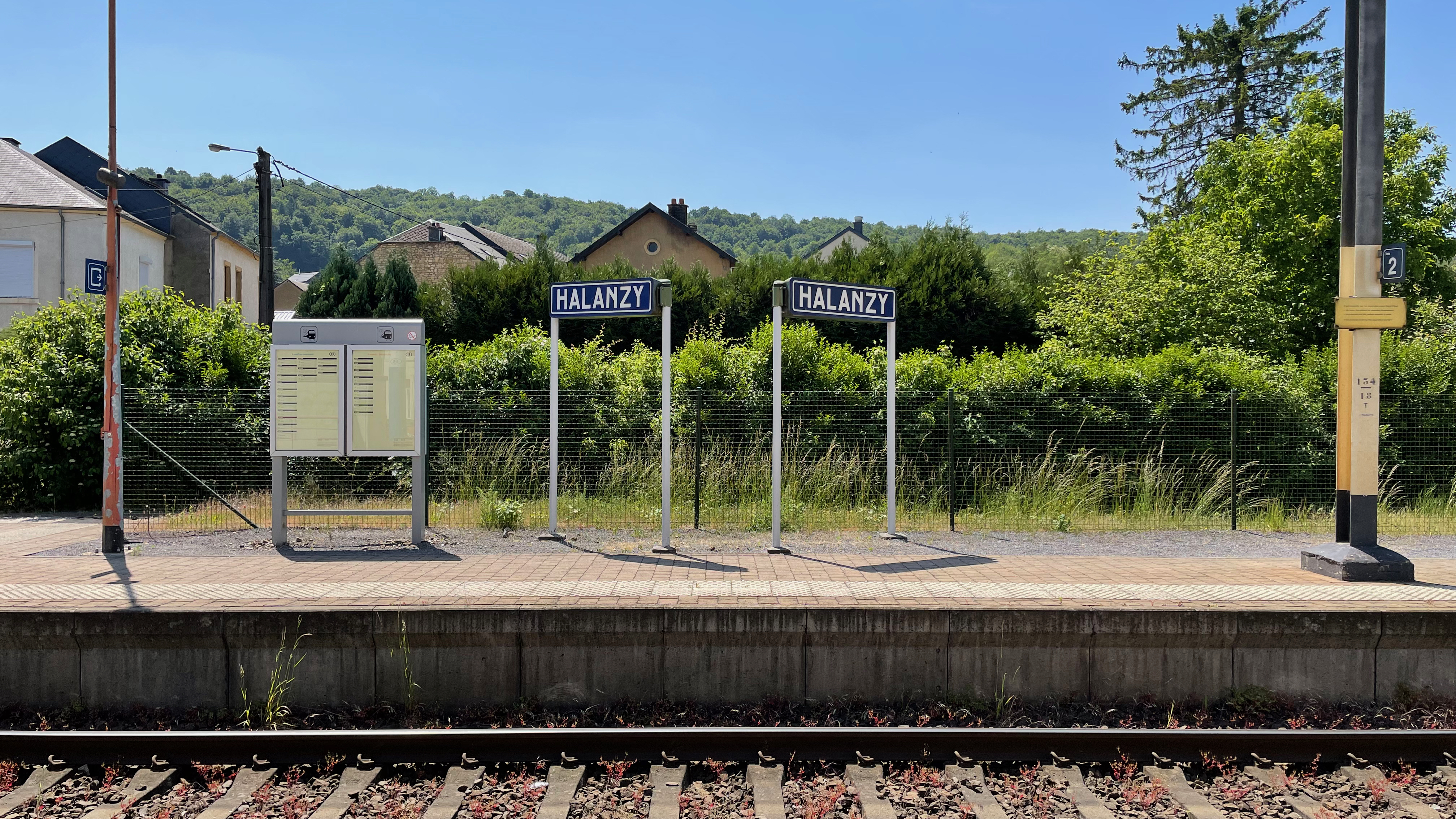
Plaatsnaamborden
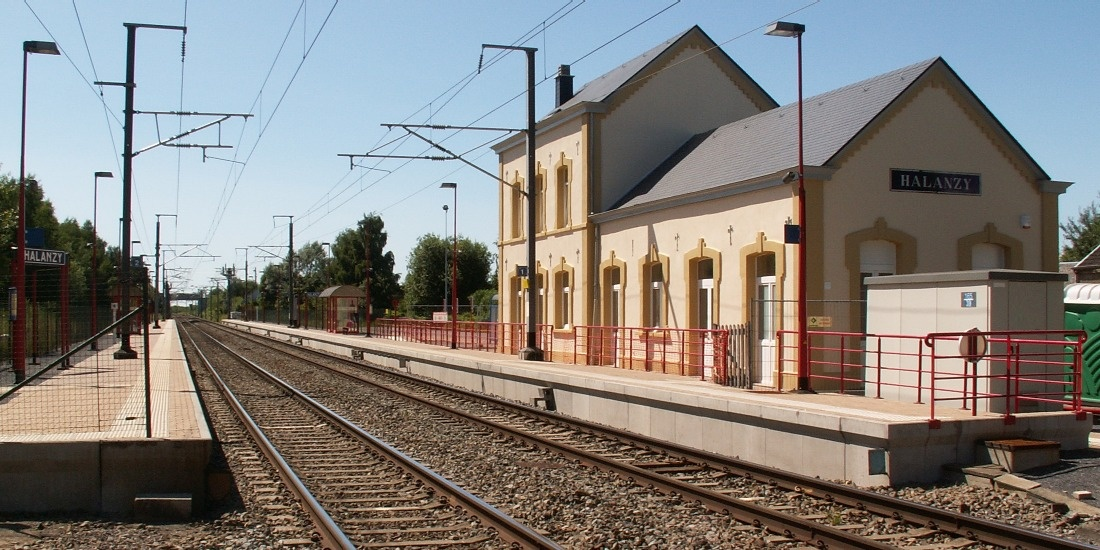
Het station (2009)

## Reizigerstellingen
De grafiek en tabel geven het gemiddeld aantal instappende reizigers weer op een week-, zater- en zondag.
| Tabel: aantal instappende reizigers station Halanzy | Tabel: aantal instappende reizigers station Halanzy | Tabel: aantal instappende reizigers station Halanzy | Tabel: aantal instappende reizigers station Halanzy |
|                                                     | Weekdag                                             | Zaterdag                                            | Zondag                                              |
| --------------------------------------------------- | --------------------------------------------------- | --------------------------------------------------- | --------------------------------------------------- |
| 1977                                                | 46                                                  | 8                                                   | -                                                   |
| 1978                                                | 42                                                  | 16                                                  | -                                                   |
| 1979                                                | 56                                                  | 15                                                  | -                                                   |
| 1980                                                | 58                                                  | 10                                                  | -                                                   |
| 1981                                                | 57                                                  | 8                                                   | -                                                   |
| 1982                                                | 58                                                  | 9                                                   | -                                                   |
| 1983                                                | 73                                                  | 19                                                  | -                                                   |
| 1984                                                | -                                                   | -                                                   | -                                                   |
| 1985                                                | -                                                   | -                                                   | -                                                   |
| 1986                                                | -                                                   | -                                                   | -                                                   |
| 1987                                                | -                                                   | -                                                   | -                                                   |
| 1988                                                | -                                                   | -                                                   | -                                                   |
| 1989                                                | -                                                   | -                                                   | -                                                   |
| 1990                                                | -                                                   | -                                                   | -                                                   |
| 1991                                                | -                                                   | -                                                   | -                                                   |
| 1992                                                | -                                                   | -                                                   | -                                                   |
| 1993                                                | -                                                   | -                                                   | -                                                   |
| 1994                                                | -                                                   | -                                                   | -                                                   |
| 1995                                                | -                                                   | -                                                   | -                                                   |
| 1996                                                | -                                                   | -                                                   | -                                                   |
| 1997                                                | -                                                   | -                                                   | -                                                   |
| 1998                                                | -                                                   | -                                                   | -                                                   |
| 1999                                                | -                                                   | -                                                   | -                                                   |
| 2000                                                | -                                                   | -                                                   | -                                                   |
| 2001                                                | -                                                   | -                                                   | -                                                   |
| 2002                                                | -                                                   | -                                                   | -                                                   |
| 2003                                                | -                                                   | -                                                   | -                                                   |
| 2004                                                | -                                                   | -                                                   | -                                                   |
| 2005                                                | -                                                   | -                                                   | -                                                   |
| 2006                                                | -                                                   | -                                                   | -                                                   |
| 2007                                                | 67                                                  | -                                                   | -                                                   |
| 2008                                                | -                                                   | -                                                   | -                                                   |
| 2009                                                | 92                                                  | -                                                   | -                                                   |
| 2010                                                | -                                                   | -                                                   | -                                                   |
| 2011                                                | -                                                   | -                                                   | -                                                   |
| 2012                                                | 97                                                  | -                                                   | -                                                   |
| 2013                                                | 92                                                  | -                                                   | -                                                   |
| 2014                                                | 118                                                 | -                                                   | -                                                   |
| 2015                                                | 68                                                  | -                                                   | -                                                   |
| 2016                                                | 85                                                  | -                                                   | -                                                   |
| 2017                                                | 76                                                  | -                                                   | -                                                   |
| 2018                                                | 84                                                  | -                                                   | -                                                   |
| 2019                                                | 78                                                  | -                                                   | -                                                   |
| 2020                                                | 56                                                  | -                                                   | -                                                   |
| 2021                                                | -                                                   | -                                                   | -                                                   |
| 2022                                                | 74                                                  | 18                                                  | 16                                                  |
| 2023                                                | 104                                                 | 21                                                  | 22                                                  |
| 2024                                                | 152                                                 | 57                                                  | 59                                                  |

0,0: Libramont ·
2,5: Recogne ·
3,8: Neuvillers ·
7,5: Rossart ·
12,2: Bertrix ·
16,1: Orgéo ·
17,6: Saint-Médard ·
20,6: Straimont ·
25,5: Les Épioux ·
30,7: Lacuisine ·
32,5: Florenville ·
36,2: Pin ·
37,7: Izel ·
40,0: Jamoigne ·
43,5: Saint-Vincent-Bellefontaine ·
46,9: Lahage ·
50,8: Meix-devant-Virton ·
53,5: Houdrigny ·
57,2: Virton ·
59,6: Chenois-Latour ·
62,9: Latour ·
63,7: Ruette ·
65,1: Saint-Remy ·
67,6: Signeulx ·
70,1: Baranzy ·
72,0: Musson ·
74,6: Halanzy ·
78,9: Aubange ·
81,9: Athus